# Norris Graham
Norris James Graham, ameriški veslač, * 25. januar 1906, † 9. julij 1980.
Graham je bil leta 1932 na Poletnih olimpijskih igrah v Los Angelesu krmar v osmercu, ki so ga sestavljali študenti Univerze Berkeley. Ameriški čoln je osvojil zlato medaljo. 
Leta 1969 so bili člani tega osmerca sprejeti v ameriški veslaški hram slavnih.